# Pozzonovo
Pozzonovo est une commune italienne de la province de Padoue, dans la région Vénétie.

## Administration
| Période                                  | Période | Identité | Étiquette | Qualité |
| ---------------------------------------- | ------- | -------- | --------- | ------- |
|                                          |         |          |           |         |
| Les données manquantes sont à compléter. |         |          |           |         |

### Communes limitrophes
Anguillara Veneta, Boara Pisani, Monselice, Solesino, Stanghella, Tribano.

### Personnalités nées à Mezzanino
- Lina Merlin (1887-1979)